# Cañada de Caracheo
Cañada de Caracheo är en ort i Mexiko.   Den ligger i kommunen Cortazar och delstaten Guanajuato, i den centrala delen av landet, 220 km nordväst om huvudstaden Mexico City. Cañada de Caracheo ligger 1 803 meter över havet och antalet invånare är 2 109.
Terrängen runt Cañada de Caracheo är huvudsakligen kuperad, men åt sydväst är den bergig. Runt Cañada de Caracheo är det ganska tätbefolkat, med 222 invånare per kvadratkilometer. Närmaste större samhälle är Cortazar, 11,7 km norr om Cañada de Caracheo. I omgivningarna runt Cañada de Caracheo växer huvudsakligen savannskog.